# Infanta (Quezon)
Infanta ist eine philippinische Stadtgemeinde in der Provinz Quezon, in der Verwaltungsregion IV, Calabarzon. Sie hat 69.079 Einwohner (Zensus 1. August 2015), die in 36 Barangays lebten. Sie wird als Gemeinde der ersten Einkommensklasse auf den Philippinen eingestuft.
Infanta liegt an der Straße von Polillo, am Eingang der Bucht von Lamon, dem Polillo-Archipel gegenüber. An deren Küste liegen kleinere Mangrovenwälder. Ihre Nachbargemeinden sind Real im Südwesten und General Nakar im Nordwesten. Die Topographie der Gemeinde ist gekennzeichnet durch sanfthügelige und gebirgige Landschaften der Ausläufer der Sierra Madre. Die Stadt wurde bereits 1696 von Don Diego Mangilaya gegründet und ist Sitz einer Territorialprälatur der römisch-katholischen Kirche.

## Baranggays
| - Abiawin - Agus-agos - Alitas - Amolongin - Anibong - Antikin - Bacong - Balobo - Banugao - Batican - Binonoan - Binulasan | - Boboin - Catambungan - Cawaynin - Comon - Dinahican - Gumian - Ilog - Ingas - Langgas - Libjo - Lual - Magsaysay | - Maypulot - Miswa - Pilaway - Pinaglapatan - Poblacion 1 - Poblacion 38 - Poblacion 39 - Poblacion Bantilan - Pulo - Silangan - Tongohin - Tudturan |